# Psychoda annectans
Psychoda annectans är en tvåvingeart som beskrevs av Quate 1967. Psychoda annectans ingår i släktet Psychoda och familjen fjärilsmyggor. Inga underarter finns listade i Catalogue of Life.